# Pseudosymmorphus hindenburgi
Pseudosymmorphus hindenburgi är en stekelart som först beskrevs av Dusmet 1917.  Pseudosymmorphus hindenburgi ingår i släktet Pseudosymmorphus och familjen Eumenidae. Inga underarter finns listade i Catalogue of Life.